# Insanidades
Insanidades ou InSanidades é um filme documentário de curta-metragem brasileiro, dirigido pelo realizador Luiz Alberto Cassol.
Trata-se de uma produção em parceria com o psicólogo Sílvio Iensen e integra o catálogo Cineclubista Cinesud. Em 2009, a parceria entre Iensen e Cassol retornaria com a produção de outro documentario, Câncer - sem medo da palavra.

## Sinopse
O documentário aborda a questão sobre "você acha que sua vida é uma loucura? Por quê?".

## Prêmios
| Ano  | Festivais             | País   | Prêmio         | Ref   |
| ---- | --------------------- | ------ | -------------- | ----- |
| 2004 | Goiânia Mostra Curtas | Brasil | Menção honrosa | [ 2 ] |